# Davide Faraone
Davide Faraone (Palermo, 19 luglio 1975) è un politico italiano.
Dal 13 ottobre 2022 deputato alla Camera per Italia Viva, dopo averlo fatto nella XVII legislatura per il Partito Democratico, è stato senatore della Repubblica eletto col Partito Democratico alle elezioni politiche del 2018 per poi passare ad Italia Viva di Matteo Renzi di cui è capogruppo dal novembre del 2023.

## Biografia
Ha iniziato la sua attività politica nella Sinistra Giovanile, movimento giovanile dei Democratici di Sinistra (DS), nelle periferie palermitane (soprattutto a San Filippo Neri - ex Zen), occupandosi delle scuole della zona e ricoprendo il ruolo di senatore accademico.
A marzo 2000 viene eletto all'unanimità segretario cittadino dei DS di Palermo. Nello stesso anno s'iscrive alla facoltà di Scienze politiche presso l'Università degli Studi di Palermo, consegue la laurea il 1º marzo 2016.
Nell'autunno 2001 è tra i sostenitori della mozione congressuale vincente per l'elezione di Piero Fassino e a novembre è eletto consigliere comunale a Palermo con 1.591 voti, venendo riconfermato nel 2007 con oltre 3.000 preferenze, quando diventerà anche presidente della Commissione trasparenza. Si è occupato dell'edilizia scolastica palermitana. Resta segretario cittadino dei DS fino alla confluenza, nel 2007, del partito nel Partito Democratico e viene eletto nella prima assemblea nazionale all'interno della lista vincente Democratici per Veltroni. Faraone non riesce tuttavia per pochi voti a diventare segretario provinciale del PD palermitano.

### Deputato all'ARS
Nell'aprile 2008 viene eletto deputato all'Assemblea Regionale Siciliana nelle file del Partito Democratico, ottenendo 8.036 preferenze nel collegio provinciale di Palermo, mantenendo la carica di consigliere comunale.
Nel 2010 si propone come candidato sindaco di Palermo.
Dal 2009 al 2012 ha ricoperto l'incarico di capogruppo del PD al Comune di Palermo, svolgendo, in questa veste, un ruolo di primo piano nella battaglia ostruzionista condotta in Consiglio comunale contro l'aumento della Tarsu, presentando da solo più di 1500 emendamenti.
In vista delle elezioni amministrative del 2012 si presenta alle elezioni primarie del centro-sinistra per la scelta del candidato sindaco di Palermo, dove si attesta in terza posizione dietro al vincitore Fabrizio Ferrandelli e a Rita Borsellino.
Nell'ottobre 2012 si ricandida all'ARS nel collegio di Palermo nella lista del Partito Democratico, ma non è rieletto.

### Deputato e Sottosegretario di Stato
Alle elezioni politiche del 2013 viene eletto deputato alla Camera della XVII legislatura della Repubblica Italiana nella circoscrizione Sicilia 1 in quanto sesto nella lista del Partito Democratico.
Il 9 dicembre dello stesso anno diviene membro della segreteria nazionale del Partito Democratico, designato dal nuovo segretario nazionale Matteo Renzi, come responsabile del settore "welfare e scuola". È stato tra gli organizzatori della Leopolda e si deve a lui la scelta del nome “Big Bang”, titolo della seconda kermesse fiorentina. Nel 2013 fonda ed è presidente di “Big Bang Sicilia”, associazione politico-culturale che si propone di animare la riflessione pubblica e alimentare la discussione sui principali nodi dell'innovazione politica ed economica dell'isola.
A novembre 2014 Faraone viene nominata dal Consiglio dei Ministri Sottosegretario di Stato al Ministero dell'Istruzione, dell'Università e della Ricerca nel governo Renzi, in sostituzione di Roberto Reggi nominato Direttore dell'Agenzia del demanio, affiancando il ministro Stefania Giannini, e insediandosi il 10 novembre. La sua nomina causò polemiche visto che, all'epoca, una persona non-laureato diventasse sottosegretario all’Istruzione, all’Università e alla Ricerca.
Nell'ambito del suo incarico, Faraone presiede l'Osservatorio dell'Edilizia Scolastica, previsto dalla legge 23/1996 ma non convocato per circa 20 anni, una “cabina di regia” con compiti di indirizzo strategico e di programmazione degli interventi di edilizia scolastica in base alle priorità che emergono dall'Anagrafe per l'edilizia scolastica, pubblicata per la prima volta nell'estate del 2015. Faraone ha pubblicato il libro “Sottosopra. Come rimettere la Sicilia sulle sue gambe” con la casa editrice Donzelli, un atto di denuncia del malcostume che ha portato l'isola alla stagnazione, ma anche una silloge di proposte per il futuro, per rilanciare la regione e programmare assi di ripresa.
Tra le deleghe di Faraone, anche quella che riguarda la disabilità, un'attenzione che si è tradotta in una battaglia contro gli abusi della legge 104 nel mondo della scuola e in un intervento per migliorare il sistema di inclusione dei disabili nelle scuole italiane grazie alla delega della legge 107/2015 per il sostegno.
Con la nascita del governo presieduto da Paolo Gentiloni, il 29 dicembre 2016 viene nominato sottosegretario di Stato al Ministero della Salute, in sostituzione di Vito De Filippo (cha a sua volta prende il posto di Faraone), rimanendo in carica fino al 1º giugno 2018.
Alle primarie del PD del 2017 sostiene la mozione del segretario uscente Renzi, assieme a quasi tutti gli esponenti PD dei governi Renzi e Gentiloni, che risulterà vincente con il 69,17% dei voti.

### Segretario del PD in Sicilia
Alle elezioni politiche del 2018 viene candidato al Senato della Repubblica, tra le liste del PD nel collegio plurinominale Sicilia - 01 come capolista, venendo eletto senatore. Nella XVIII legislatura della Repubblica è stato componente della 1ª Commissione Affari Costituzionali, della 5ª Commissione Bilancio, della 10ª Commissione Industria, commercio, turismo, della 12ª Commissione Igiene e sanità, della Commissione straordinaria per il contrasto dei fenomeni di intolleranza, razzismo, antisemitismo e istigazione all'odio e alla violenza e della Commissione parlamentare per l'indirizzo generale e la vigilanza dei servizi radiotelevisivi.
Il 23 dicembre 2018 Faraone viene eletto segretario regionale del Partito Democratico in Sicilia, al termine di un congresso segnato da numerose proteste, denunce di irregolarità e dal ritiro della sfidante Teresa Piccione.
Il 19 luglio 2019 la commissione nazionale di garanzia del Partito Democratico (con 3 voti favorevoli e due voti contrari) annulla il congresso del dicembre 2018, facendo decadere Faraone dalla carica.

### Adesione a Italia Viva
Il 18 settembre 2019 lascia il PD e aderisce a Italia Viva, il nuovo partito centrista di Matteo Renzi, diventandone capogruppo al Senato.
Il 20 novembre 2021, durante la Leopolda, l'incontro annuale organizzato da Matteo Renzi, annuncia di volersi candidare a sindaco di Palermo alle prossime amministrative, dove Italia Viva ha stretto un patto con Forza Italia. Ma nell'aprile 2022 annuncia il ritiro della sua candidatura in favore di Roberto Lagalla, che successivamente diventa il candidato del centro-destra palermitano e perde l'appoggio ufficiale di Italia Viva.

### Ritorno alla Camera
Alle elezioni politiche anticipate del 2022 viene ricandidato alla Camera dei deputati, per la lista elettorale Azione - Italia Viva come capolista nei collegi plurinominali Sicilia 1 - 01 e Sicilia 1 - 02, venendo rieletto deputato in quest'ultimo collegio. Nella XIX legislatura della Repubblica è componente della 9ª Commissione Trasporti, poste e telecomunicazioni. Dopo la separazione da Azione, nel novembre del 2023 Faraone diventa capogruppo del gruppo Italia Viva - Il Centro - Renew Europe.

## Impegno sociale
Faraone è padre di Sara, una bambina autistica. Dopo un'iniziale fase di riservatezza, il Sottosegretario ha deciso di uscire allo scoperto, con un'intervista al Corriere della Sera, per poter diventare punto di riferimento nei confronti delle famiglie e dei genitori che condividono la stessa esperienza e per poter intervenire pragmaticamente per migliorare la qualità della vita di chi è affetto da disturbi dello spettro autistico.
Dal 2015 diviene Presidente della FIA (Fondazione Italiana Autismo), una onlus nata nel 2015 per promuovere, sostenere e potenziare le attività di ricerca, istruzione, formazione, riabilitazione e cura nell’ambito delle disabilità ed in particolare dei disturbi dello spettro autistico. Annualmente, in occasione della Giornata Mondiale della Consapevolezza sull’Autismo (2 aprile) la FIA, in collaborazione con la Rai, organizza una settimana dedicata al disturbo, con spazi di approfondimento nei principali programmi delle Reti e una raccolta fondi da destinare a progetti a sostegno di persone affette da autismo e dalle loro famiglie. Eleonora Daniele, giornalista italiana e conduttrice televisiva, è stata testimonial dell'iniziativa del 2016.

## Vicende giudiziarie
Nel 2014 viene indagato dalla procura di Palermo, insieme ad altri 82 deputati su 90 dell'ARS, per l'inchiesta "spese pazze". La sua posizione è stata stralciata dalla procura, che ne ha chiesto l'archiviazione, nel luglio 2015. Il 22 luglio 2017 il GUP ha archiviato l'inchiesta e prosciolto Faraone.

## Opere
- Sotto sopra. Come rimettere la Sicilia sulle sue gambe, Roma, Donzelli Editore, 2016
- Con gli occhi di Sara. Un padre, una figlia e l'autismo, Soveria Mannelli, Rubbettino, 2019